# تخلیه اضطراری

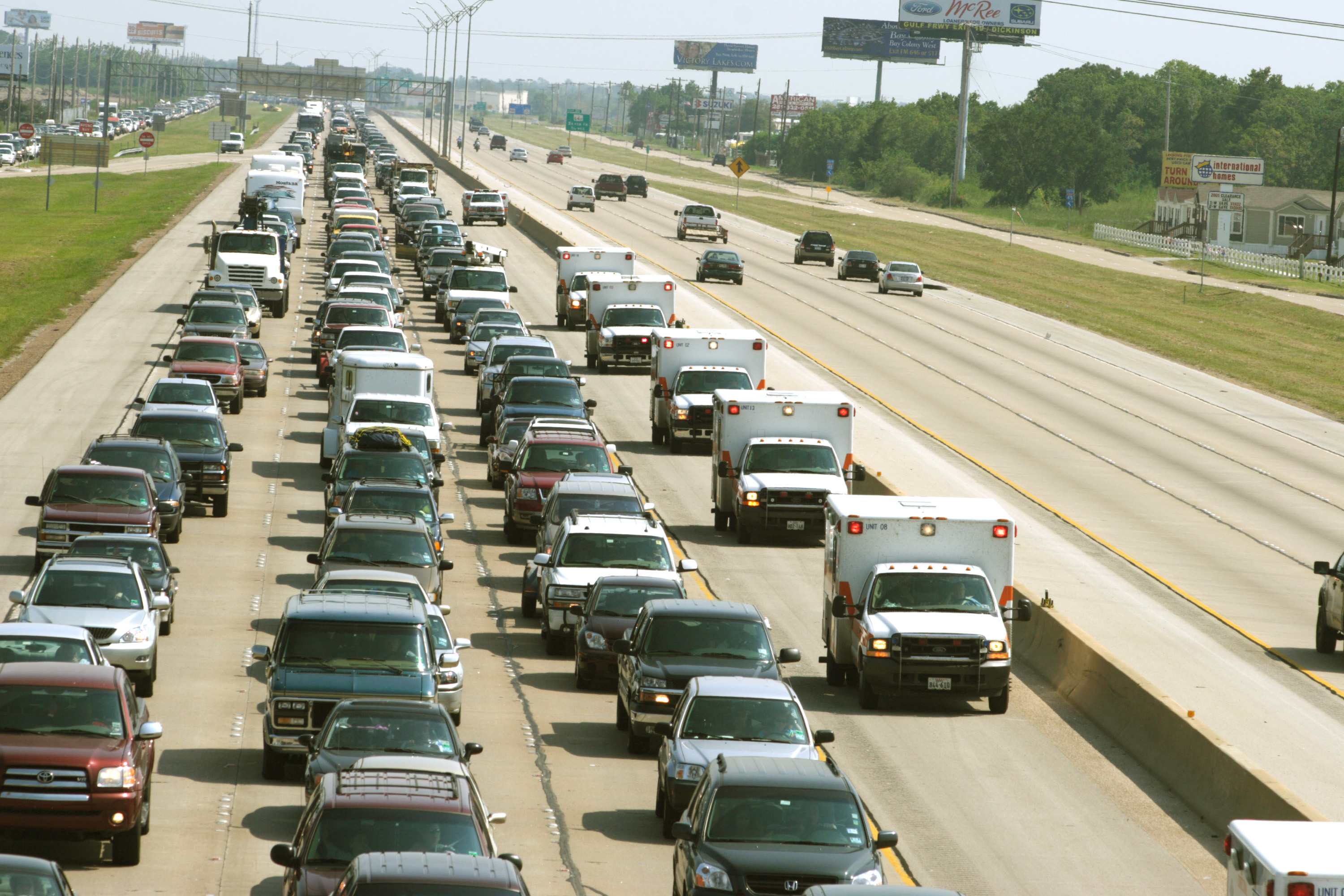
افراد تخلیه‌شده در بین ایالتی ۴۵ در طول توفند ریتا در سال ۲۰۰۵ از گالوستون، از طریق هیوستون، خارج شدند. توجه داشته باشید که چگونه هیچ خط محدود به جنوب (سمت راست) به عنوان خطوط مخالف جریان شمالی برای وسایل نقلیه که به سمت غرب می‌چرخند استفاده نمی‌شوند.

تخلیه اضطراری (به انگلیسی: Emergency evacuation) خروج یا فرار فوری افراد به دور از منطقه‌ای است که دارای یک تهدید قریب‌الوقوع، یک تهدید مداوم یا خطری برای جان یا اموال مردم است.
با وجود دستور تخلیه اجباری، بسیاری از مردم نیواورلئان، ایالات متحده با نزدیک شدن توفند کاترینا ترک نکردند. حتی پس از سیل و غیرقابل سکونت شدن شهر، برخی از مردم همچنان حاضر به ترک خانه‌های خود نبودند.
توسعه منابع زیرساخت دیجیتال یک حوزهٔ پژوهشی نوین را در طراحی سامانه‌های فیزیکی-سایبری باز کرد تا گزینه‌های ایمن‌تری را در خلال تخلیه اضطراری برای افراد فراهم کند.